# Microterys incertus
Microterys incertus är en stekelart som beskrevs av Sharkov 1986. Microterys incertus ingår i släktet Microterys och familjen sköldlussteklar. Inga underarter finns listade i Catalogue of Life.